# Усиевич, Григорий Александрович
Григо́рий Алекса́ндрович Усие́вич (партийная кличка — Ти́нский; 6 (18) сентября 1890, Хотеничи, Мглинский уезд, Черниговская губерния — 9 августа 1918, Горки, Ирбитский уезд, Пермская губерния) — русский революционер, большевик, член Московского ВРК, один из руководителей Октябрьского вооружённого восстания в Москве, участник Гражданской войны.

## Биография
Родился в купеческой семье в селе Хотеничи Мглинского уезда (ныне Чоповского сельского поселения, Почепского района Брянской области). Детство провёл в селе Уварово Борисоглебского уезда, где отец служил в отделении Русско-Азиатского банка. В 1900–1907 учился в Тамбовской мужской гимназии, где вместе с В. Н. Подбельским создал молодёжный марксистский кружок. В 1907 году поступил в Петербургский университет на юридический факультет. В том же году вступил в РСДРП. С 1908 года — член Петербургского комитета РСДРП.
В 1909 году был арестован за разжигание среди рабочих ненависти против работодателей, призывы к забастовке и её организацию и провёл в тюрьме около двух лет. В 1911 году был сослан в Енисейскую губернию. Находясь в ссылке, сотрудничал с большевистской газетой «Правда» и журналом «Просвещение». В 1914 бежал из ссылки и эмигрировал в Австрию.
В Австрии был арестован, заключён в концентрационный лагерь. С конца 1915 года жил в Швейцарии. Возвратился в Россию вместе с В. И. Лениным в 1917 году.
С апреля 1917 года — член Исполкома Моссовета, член Московского комитета РСДРП(б). Делегат 6-го съезда РСДРП(б). 25 июня 1917 года по списку РСДРП(б) избран гласным Московской городской думы, член её большевистской фракции.
В октябре 1917 года — один из руководителей вооружённого восстания в Москве: член Московского ВРК, а также член оперативного штаба, занимавшегося военно-техническими вопросами.
В марте 1918 года был направлен в Западную Сибирь для организации снабжения Москвы хлебом. С мая 1918 года вошёл в состав Военно-революционного штаба в Омске, а с июня 1918 — возглавил Революционный штаб в Тюмени.
Погиб в бою 9 августа 1918 года под деревней Горки Ирбитского уезда Пермской губернии.
Перезахоронен в Горках в конце 1950-х годов. По другой версии, его перезахоронили в нынешнем посёлке Красногвардейском (Ирбитский завод) Артёмовского района Свердловской области в 1963 году. Рядом с местом боя были найдены две могилы, останки из первой перезахоронили в Горках, из второй — в Красногвардейском. В которой из них был Г. Усиевич, не ясно, так как никаких экспертиз проведено не было.
В честь Г. А. Усиевича в Москве, Нижнем Новгороде, Почепе, Саратове и Тюмени были названы улицы. Также в его честь был сначала переименован пароход на Волге (бывший «Граф»), а в 1953 году назван новый — «Усиевич».

## Семья
- Жена — Елена Феликсовна, урождённая Кон (1893—1968) — большевичка, советский литературный критик.
- Брат — Усиевич, Михаил Александрович (1889—1970) — врач, деятель науки, лауреат Сталинской премии, директор Института физиологии АМН СССР.

## Публикации
- Тинский. Аграрный вопрос в России. 1913.